# Andrea della Robbia
Andrea della Robbia (ur. 20 października 1435 we Florencji, zm. 4 sierpnia 1525, tamże) – włoski rzeźbiarz epoki renesansu.

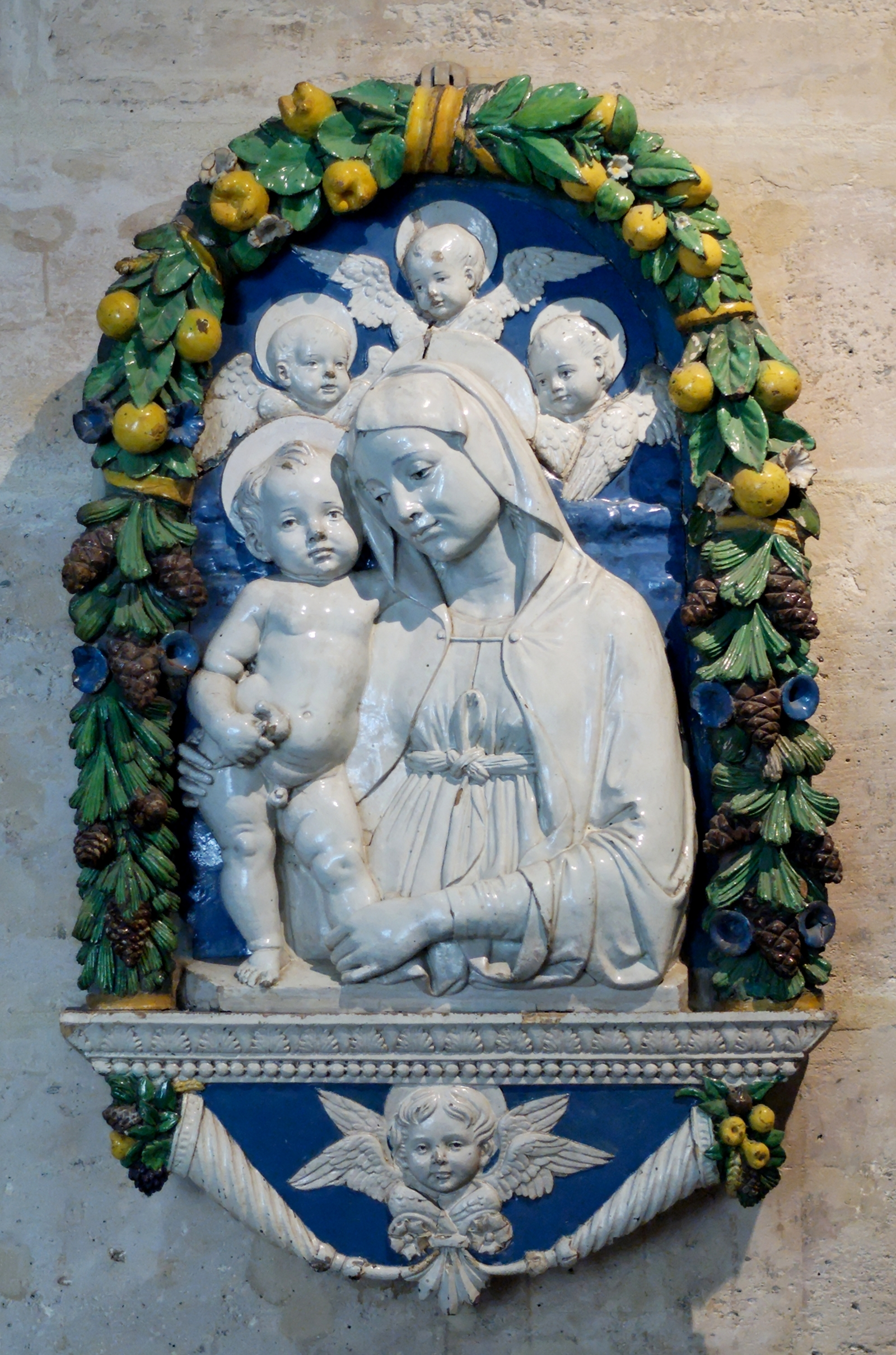
Rzeźba: Madonna tuląca dziecko w towarzystwie cherubinów

Był bratankiem i uczniem Luca della Robbia, po którym odziedziczył warsztat. W swoich pracach stosował bardziej złożone kompozycje i polichromie niż proste, niebiesko-białe schematy preferowane przez stryja. 
Andrea della Robbia miał kilku synów, ale jedynie Giovanni della Robbia (1488-1566) kontynuował rodzinne tradycje i tworzył terakotowe prace jeszcze w połowie XVI wieku.

## Twórczość
Wczesna twórczość jest trudna do identyfikacji, ponieważ początkowo pracował pod kierunkiem stryja. Andrea della Robbia jest autorem dziesięciu medalionów przedstawiających niemowlęta w szatach wykonanych dla Ospedale degli Innocenti we Florencji oraz przedstawienia „Zwiastowania” znajdującego się nad jego wewnętrznym wejściem. Poza tym przypisuje mu się prace: „Spotkanie św. Franciszka i św. Dominika”;  terakotowe przedstawienia „Madonny Architektów”, „Dziewicy adorującej Boże Dziecię w szopce”, wizerunek „Św. Franciszka w Asyżu” oraz bogate i zróżnicowane dekoracje sklepienia m.in. kruchty katedry w Pistoi. Dzieła Della Robbia znajdują się też w sanktuarium La Verna.